# 久須志
久須志（くすし）は青森市の地名である。郵便番号は030-0013。

## 地理
青森市市街地のやや南寄り、奥羽本線と浪館通りの間にある。北は千刈、東から南にかけて北金沢・千富町、西は浪館前田・西滝に接する。ほぼ全体が密集した住宅地であり、浪館通り沿いが商店街となっている。

## 歴史
地名は二丁目にある久須志神社にちなんだものである。一丁目は大正時代以来の住宅地でかつては三上町とも呼ばれた。二丁目から四丁目は昭和40年代まで水田であったが、その後急速に住宅地化された。

### 沿革
- 1972(昭和47)年11月1日 - 青森市千刈・篠田地区の住居表示整備事業が実施され、久須志一～四丁目が置かれた。
- 1999(平成11)年11月22日 - 住居表示整備事業により、西滝字富永の一部が久須志四丁目に編入された。

### 町名の変遷
| 実施後           | 実施年月日    | 実施前                             |
| ---------------- | ------------- | ---------------------------------- |
| 久須志一丁目     | 1972年11月1日 | 古川字千刈の全部、沖館字千刈の一部 |
| 久須志二・三丁目 | 1972年11月1日 | 沖館字千刈の一部                   |
| 久須志四丁目     | 1972年11月1日 | 沖館字千刈、西滝字富永の各一部     |

| 実施後       | 実施年月日     | 実施前           |
| ------------ | -------------- | ---------------- |
| 久須志四丁目 | 1999年11月22日 | 西滝字富永の一部 |

## 世帯数と人口
2022年（令和4年）12月1日現在の世帯数と人口は以下の通りである。
| 町丁         | 世帯数    | 人口    |
| ------------ | --------- | ------- |
| 久須志一丁目 | 406世帯   | 743人   |
| 久須志二丁目 | 343世帯   | 616人   |
| 久須志三丁目 | 517世帯   | 963人   |
| 久須志四丁目 | 598世帯   | 1,156人 |
| 合計         | 1,864世帯 | 3,478人 |

## 小・中学校の学区
市立小・中学校に通う場合、学区は以下の通りとなる。
| 町名             | 番地 | 小学校             | 中学校             |
| ---------------- | ---- | ------------------ | ------------------ |
| 久須志一～三丁目 | 全部 | 青森市立千刈小学校 | 青森市立古川中学校 |
| 久須志四丁目     | 一部 | 青森市立千刈小学校 | 青森市立古川中学校 |
| 久須志四丁目     | 一部 | 青森市立浪館小学校 | 青森市立西中学校   |

## 交通

### 鉄道
北端を奥羽本線、その付近を奥羽貨物支線が通るが、鉄道駅はない。

### 道路
- 浪館通り - 青森県道44号青森環状野内線。町の東端を通る幹線道路。

### バス
- 青森市営バス - P 浪館通り線　古川中学校前・久須志四丁目

## 主な施設
- 久須志神社
- 青森市立古川中学校
- 愛育幼稚園
- 青森みちのく銀行浪館通支店
- 青い森信用金庫浪館通支店